# Ефимовка (Московская область)
Ефимовка — деревня в Чеховском районе Московской области, в составе муниципального образования сельское поселение Стремиловское (до 28 февраля 2005 года входила в состав Стремиловского сельского округа), деревня связана автобусным сообщением с райцентром и соседними населёнными пунктами. До Москвы ходит 427 автобус.

## Население
| 2002 | 2006 | 2010 |
| ---- | ---- | ---- |
| 9    | ↗10  | ↘8   |

## География
Ефимовка расположена примерно в 18 км на северо-запад от Чехова, на левом берегу реки Лопасни, высота центра деревни над уровнем моря — 184 м.
Почвы преймущественно суглинистые.